# Jean-Guillaume de Neubourg-Wittelsbach
Jean-Guillaume de Neubourg-Wittelsbach, né le 19 avril 1658 à Düsseldorf et mort le 8 juin 1716 dans la même ville, est prince-électeur du Palatinat.  Il est le fils de Philippe-Guillaume de Neubourg et d'Élisabeth de Hesse-Darmstadt. Duc de Juliers et de Berg en 1679, il devient comte palatin et électeur à la mort de son père en 1690.

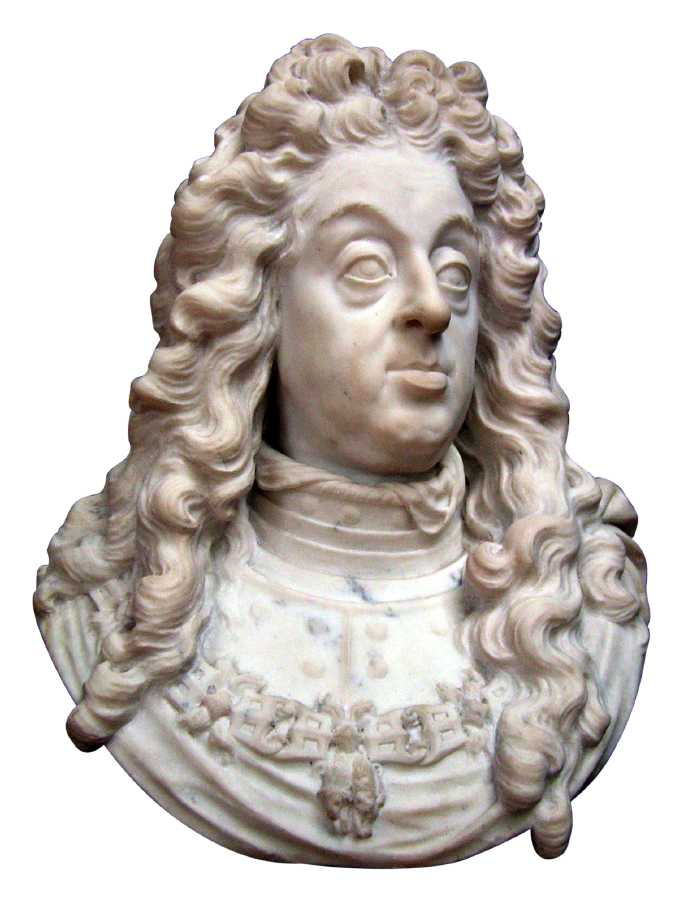
Jean-Guillaume de Neubourg-Wittelsbach par Jan Van Delen en 1703

## Biographie
Jean-Guillaume ne réside pas à Heidelberg, capitale historique de l'électorat détruite par les Français, mais reste à Düsseldorf.
Frère de l'impératrice Éléonore, il épouse en 1678 Marie-Anne-Josèphe d'Autriche (1654-1689), fille de l'empereur Ferdinand III et d'Éléonore de Nevers-Mantoue, qui lui donne deux fils qui meurent à la naissance.
Veuf en 1689, il se remarie en 1691 à Anne-Marie-Louise de Médicis (1667-1743), fille du grand-duc de Toscane Cosme III de Médicis et de Marguerite-Louise d'Orléans mais cette union se révèle stérile.  Le peintre italien Giovanni Antonio Pellegrini immortalise ce mariage dans une Allégorie du Mariage de l'Électeur Palatin qui fait partie d'une série de quatorze tableaux célébrant la vie et le règne de Johann Wilhelm réalisée entre 1713 et 1714. Cette série destinée au palais de Bensberg, près de Düsseldorf, est aujourd'hui au château de Schleissheim, près de Munich. Une esquisse de ce tableau est conservée à la National Gallery à Londres.
Entre 1706 et 1713, la pastelliste italienne Rosalba Carriera peint pour lui de nombreux portraits.

### Famille
Il était également le beau-frère de l'empereur Léopold Ier, du roi d'Espagne Charles II et du roi de Portugal Pierre II. Son frère François-Louis devint archevêque-électeur de Trêves.
Son frère cadet Charles III Philippe du Palatinat lui succéda.